# Voetbalkampioenschap van Wezer-Jade 1931/32
In 1931/32 werd het negende voetbalkampioenschap van Wezer-Jade gespeeld, dat georganiseerd werd door de Noord-Duitse voetbalbond. 
VfB Komet 1896 werd kampioen en plaatste zich voor de Noord-Duitse eindronde. Als vicekampioen was ook Bremer SV 06 geplaatst. De eindronde werd geherstructureerd. De zestien clubs werden verdeeld over vier groepen van vier. Beide clubs werden uitgeschakeld.
Schutzpolizei Bremen veranderde de naam in Polizei SV Bremen.

## Eindstand
| Plaats | Club                        | Wed. | W  | G | V  | Saldo | Ptn   |
| ------ | --------------------------- | ---- | -- | - | -- | ----- | ----- |
| 1.     | VfB Komet 1896 Bremen       | 14   | 10 | 2 | 2  | 38:15 | 22:6  |
| 2.     | Bremer SV 06                | 14   | 9  | 2 | 3  | 54:24 | 20:8  |
| 3.     | Sportfreunde 1885/91 Bremen | 14   | 8  | 1 | 5  | 45:25 | 17:11 |
| 4.     | SV Werder Bremen            | 14   | 6  | 2 | 6  | 25:37 | 14:14 |
| 5.     | FC SuS 1900 Delmenhorst     | 14   | 6  | 1 | 7  | 29:29 | 13:15 |
| 6.     | VfL Germania Leer           | 14   | 4  | 3 | 7  | 24:32 | 11:17 |
| 7.     | Bremer BV Union 1901        | 14   | 4  | 1 | 9  | 23:45 | 9:19  |
| 8.     | Polizei SV 1921 Bremen      | 14   | 3  | 0 | 11 | 30:61 | 6:22  |

|  | Kampioen, geplaatst voor Noord-Duitse eindronde |
|  | Geplaatst voor Noord-Duitse eindronde           |
|  | Degradatie                                      |